# Keigo Hashimoto
Keigo Hashimoto (japanisch 橋本 啓吾 Hashimoto Keigo; * 17. September 1998 in der Präfektur Osaka) ist ein japanischer Fußballspieler.

## Karriere
Keigo Hashimoto erlernte das Fußballspielen in der Universitätsmannschaft der Osaka University of Commerce. Seinen ersten Vertrag unterschrieb er am 19. Februar 2021 bei Tegevajaro Miyazaki. Der Verein aus Miyazaki, einer Stadt in der Präfektur Miyazaki, spielte in der dritten japanischen Liga, der J3 League. Sein Drittligadebüt gab Keigo Hashimoto am 14. März 2021 (1. Spieltag) im Heimspiel gegen Iwate Grulla Morioka. Hier wurde er in der 65. Minute für Yūdai Tokunaga eingewechselt. Iwate Grulla Morioka gewann das Spiel mit 1:0.